# 安満遺跡

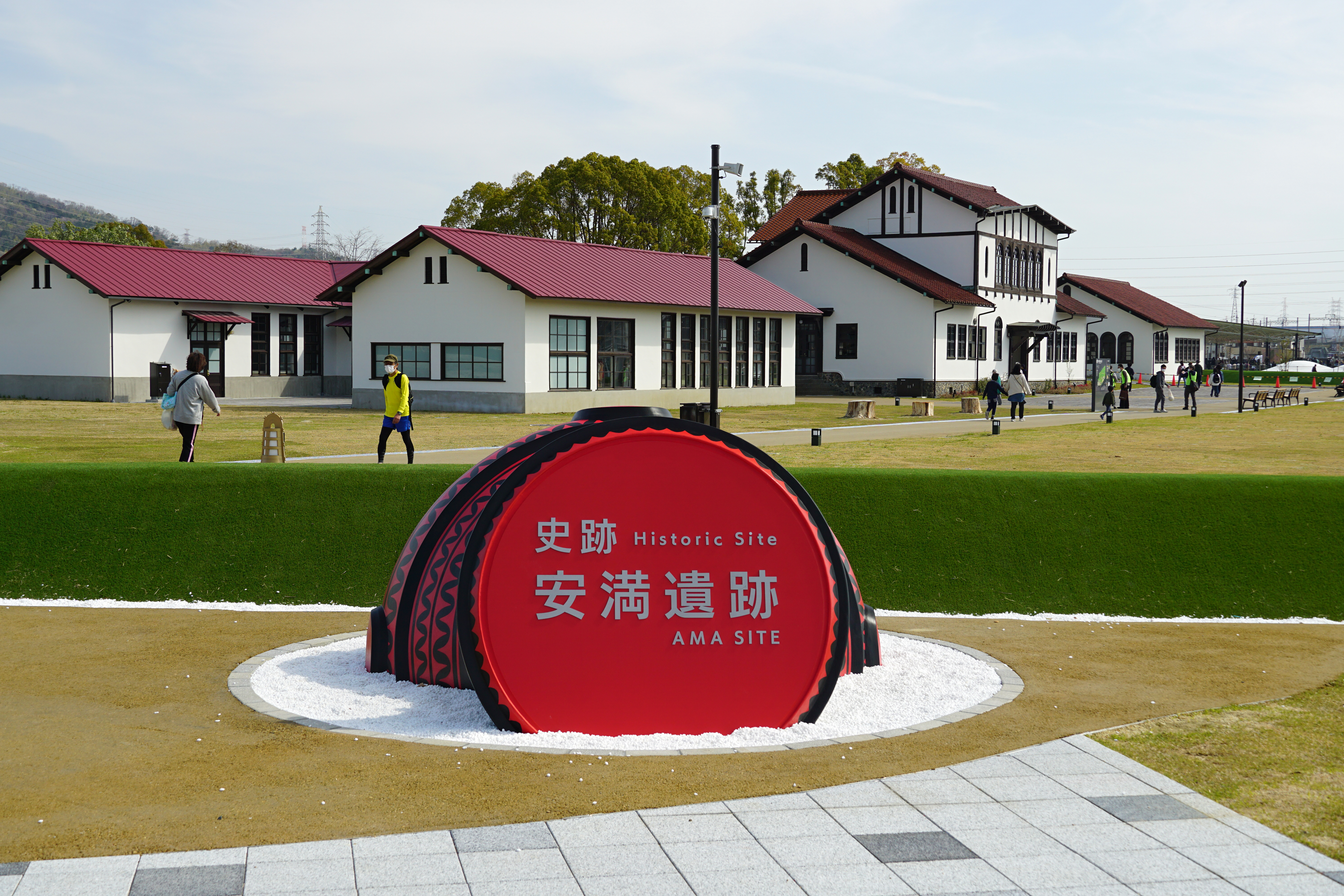
安満遺跡公園に建てられた安満遺跡の史跡看板。

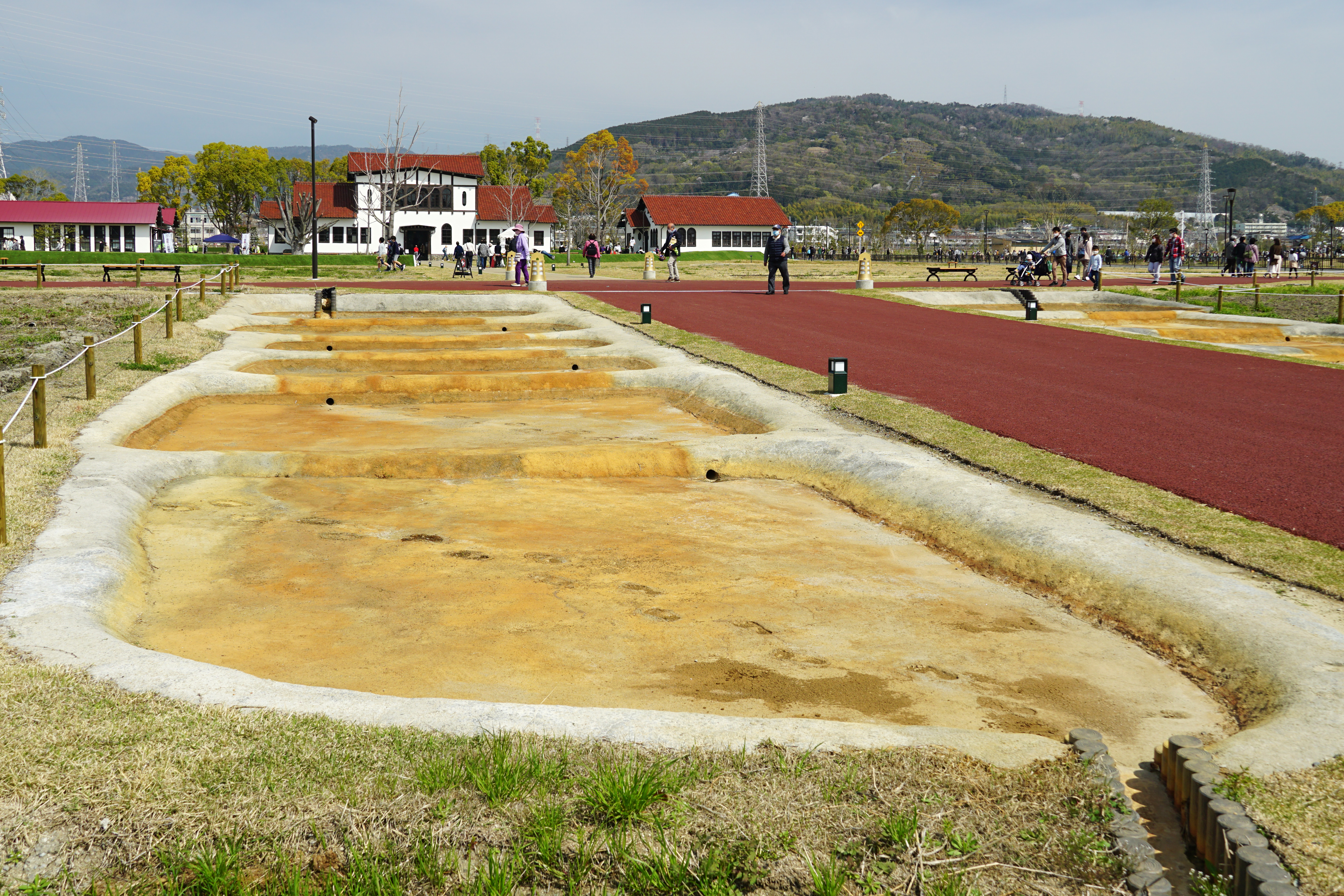
安満遺跡公園に露天展示された弥生時代の小区画水田の遺構。奥の建物は旧京都大学大学院農学研究科附属農場本館。

安満遺跡（あまいせき）は、大阪府高槻市にある弥生時代の環壕集落の遺跡。三島平野の東端部に位置し、高槻市東部を流れる桧尾川が形成した扇状地に立地している。1993年（平成5年）11月に国の史跡に指定された（2011年（平成23年）2月、一部追加指定）。安満遺跡公園として歴史公園化されている。

## 概要
遺跡は、1928年（昭和3年）に京都大学大学院農学研究科附属農場の建設工事の際に発見された。さらに1966年（昭和41年）頃から住宅開発が始まったことをきっかけに農場北側の発掘調査が行われ、遺構が広範囲に分布していることから比較的大きい規模の集落がこの地に拓けていたことが判った。
1928年（昭和3年）の調査で多量の弥生時代の石器や土器が出土し、これらの出土遺物から弥生文化が北部九州から畿内へ流入したと初めて指摘された点で学史上著名な遺跡である。周知の埋蔵文化財包蔵地範囲全体では東西1500メートル×南北600メートルに及び、当時の土地利用が明らかになっている遺跡である。
1966年（昭和41年）からこれまで、50回以上に及ぶ発掘調査が行われている。
弥生時代の「クニ」の変遷を明らかにすることが可能な大規模集落であるため、1993年（平成5年）11月に旧農場北側の東西600メートル×南北100メートルの範囲が国の史跡に指定された。また2011年（平成23年）2月には旧農場内の一部が追加指定された。
かつて当地に存在した京都大学大学院農学研究科附属農場の移転に伴い、その跡地を含めた一帯を高槻市が「安満遺跡公園」として整備し、本遺跡を保存・活用するとともに、防災機能を備えた大規模公園として整備する工事が進められている。2019年（平成31年）3月に公園西側が一部開園した。その後2021年（令和3年）3月には公園内全面開園された。

## 集落

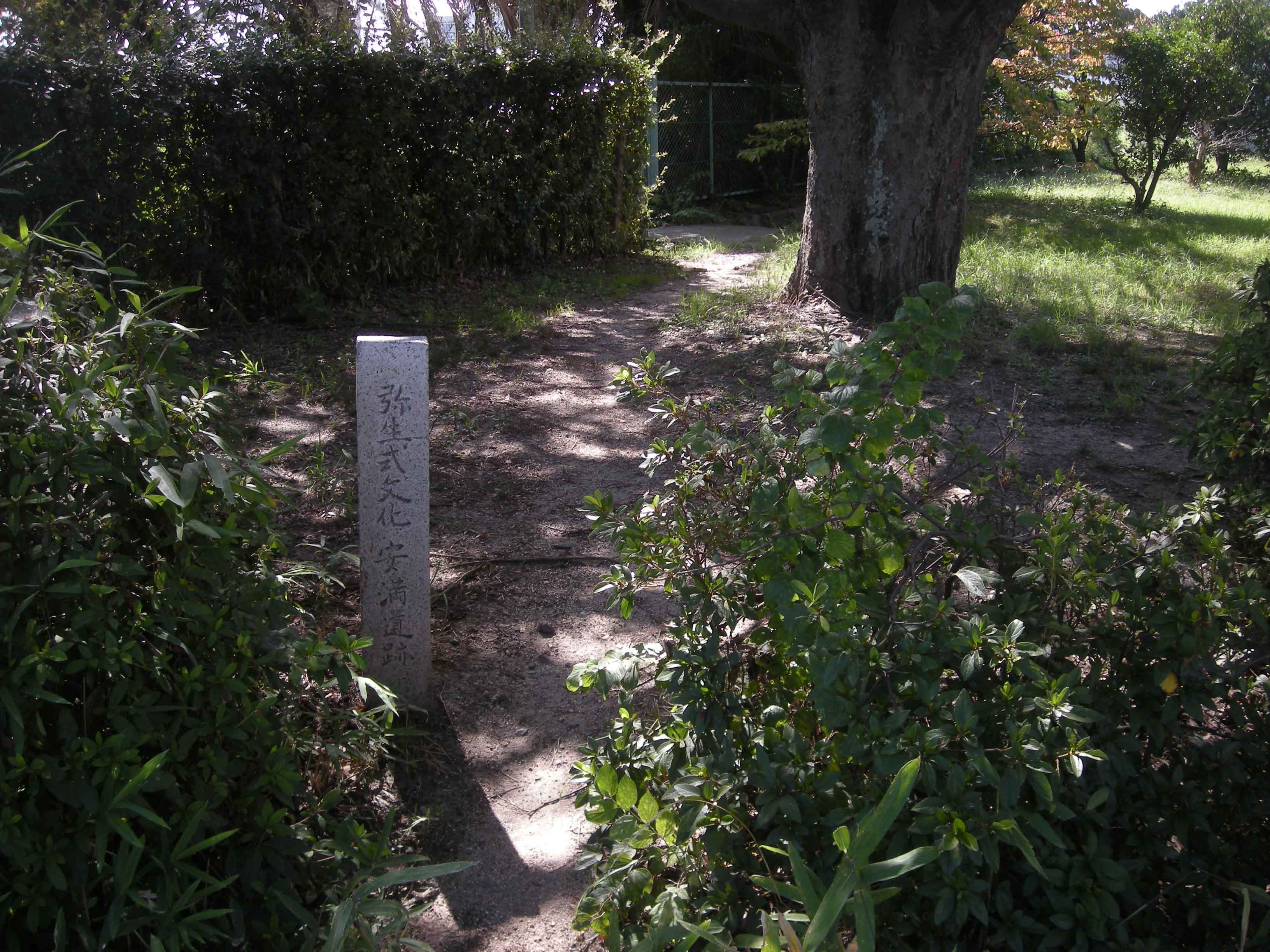
弥生式文化　安満遺跡（2011年撮影）

三島地方で初めて米作を始めた土地であり、弥生時代前期から中期まで存続した集落とされている。住居などの建物群のまわりに壕をめぐらせる環壕集落で、集落の南側に用水路を備えた小区画水田が広がっている。また東側と西側には墓地があり、方形周溝墓が100基以上確認されている。
このあたりは湿地帯で、遺跡の北東に流れる桧尾川の洪水や氾濫に脅かされることも多かったため、一時期山麓の芝谷遺跡などの高地性の集落へと移った形跡があったとされている。

## 集落の変遷
発掘調査から集落は弥生時代を通じて5段階の変遷をたどっていることが確認され、大きく3段階で構成される。

### 前期
居住域が遺跡中央部南寄りの高台に設けられ、東西150メートル×南北140メートルの不整形な環壕で囲まれた部分が中心となる。生産域である水田は、居住域の南側の一段低くなった区域にあり、東西約400メートル×南北約150メートルの範囲に広がっている。墓域は、居住域の東方300メートルから500メートルの範囲に分布する。

### 中期
中期では、2段階の変遷がたどれる。

#### 中期前半
居住域、生産域、墓域のいずれもが前期と同じ場所で営まれるが、それぞれの規模は大きくなる。

#### 中期後半
居住域はこれまでの区域とその北側200メートルの区域とに分かれ、生産域も前半の区域のほかに東方に小規模な水田区が現れる。墓域は前半のものが放置され、遺跡の西部と中央北部に新たに設けられるようになる。このことは、これまで1つのグループのものであったのが、この時期に2つのグループに分化したものと考えることができる。また、後期でも2つのグループに分かれている。

### 後期
中期に比べ規模は縮小すると同時に、大きな変化が見られるようになる。後期でも2段階の変遷を認めることができるがその間に大きな差はない。居住域は、前期以来の区域に規模を縮小しながら営まれるものと、その東方500メートルの地点でこれまで墓域であった地域に設けられたものがあり、北の高台にあった居住域は消滅する。生産域は、それぞれの居住区の南側の低地に設けられているが、墓域についてはまだ確認できていない。